# Hans-Joachim Lieber
Hans-Joachim Lieber (* 27. März 1923 in Trachenberg, Schlesien; † 1. Mai 2012 in Berlin) war ein deutscher Philosoph und Soziologe sowie Hochschullehrer und Lehrstuhlinhaber.

## Werdegang
Hans-Joachim Lieber, Sohn des Postbeamten Willi Lieber und dessen Ehefrau, eine geborene Kreutz, besuchte das Realgymnasium in Steglitz. Am 11. Juli 1941 beantragte er die Aufnahme in die NSDAP und wurde zum 1. September desselben Jahres aufgenommen (Mitgliedsnummer 8.567.195). Danach begann er Mitte April 1942 an der Universität Berlin sein Studium, das er Ende Mai abbrechen musste, da er zu den Gebirgsjägern nach Innsbruck einberufen wurde. 1941 war er Berliner Jugendmeister im Skilanglauf und errang mit der Mannschaft Silber bei den Deutschen Jugendmeisterschaften. Doch aufgrund einer Gelenkversteifung wurde er vom Militärarzt zum Studium nach Berlin zurückgeschickt.
Auf Anraten seines Gymnasiallehrers Karl Kanning studierte er Philosophie, obwohl die Familientradition eine Offiziers- oder Beamtenlaufbahn nahegelegt hätte. Zugleich belegte er Soziologie, wobei Richard Thurnwald und Wilhelm Emil Mühlmann spezielle ethnologische Themen lasen. In Soziologie wurde er über Max Weber geprüft. Schwerpunkt für die Promotion bildete jedoch die Philosophie, die er als Fach von Sommersemester 1942 bis Wintersemester 1944/1945 bei Nicolai Hartmann und Eduard Spranger belegte. Zu Spranger konnte er mithilfe eines Dr. Kanner persönlichen Kontakt aufbauen. Spranger, der zu Beginn des Wintersemesters 1944/1945 wieder aus der Haft entlassen worden war, schlug das Vorziehen des Beginns der Dissertation vor, um einer möglichen erneuten Einberufung zuvorzukommen, und setzte sich dafür ein, dass die Zulassung der Promotion zum Dr. phil. schon im sechsten Studiensemester erfolgte. Die Dissertation hatte Diltheys Theorie der Geisteswissenschaften zu Thema, die Promotionsurkunde wurde vom Dekan am 2. März 1945 ausgehändigt. Noch zum 1. April 1945 konnte Lieber die von Spranger angebotene Assistentenstelle besetzen. Wilhelm Heise, unmittelbar nach Kriegsende Stadtrat für Volksbildung im Bezirk Steglitz, sorgte dafür, dass Lieber trotz Zugehörigkeit zu einer NS-Jugendorganisation und zur NSDAP in der Assistentenstelle auch nach Kriegsende verbleiben konnte. Im Jahr 1946 heiratete er die Opernsängerin Käthe Moltz.
Er hielt bis 1948 als Assistent am Philosophischen Seminar der Humboldt-Universität Vorlesungen. Dadurch gewann er Kontakt und Vertrauen einiger studentischer Gründungsmitglieder der Freien Universität Berlin, wie Jürgen Fijalkowski, Klaus Heinrich und Georg Kotowski, die er auch bei deren Promotion betreute, und wirkte schließlich selber in diesem Gründungsausschuss mit. Seine Habilitationsschrift über Wissenssoziologie legte er schließlich der Philosophischen Fakultät der Freien Universität vor und erlangte 1950 die Lehrerlaubnis für Philosophie und Soziologie. An der FU begann er dann seine Lehrtätigkeit. Nachdem der Marxismus in der damals vertretenen Form sich auf eine undifferenzierte Basis-Überbau-Determination reduzierte, begann Lieber, sich immer mehr für die philosophisch-soziologischen Probleme um einen nicht-dogmatisierten Ideologie-Begriff herum zu interessieren, wie einige Veröffentlichungen nach der Habilitation zeigen. Dabei ging es insbesondere um die Gegenüberstellung des sozialkritischen Potenzials im Denken des jungen Marx (Entfremdung) gegenüber dem Marxismus-Leninismus als Herrschaftsideologie. Daraus erwuchs schließlich auch 1959 die textkritische Edition der wichtigsten Marx-Schriften.
Ab 1955 war Lieber außerordentlicher und von 1957 bis 1972 ordentlicher Professor für Philosophie und Soziologie an der FU Berlin. Aus seinen Lehrveranstaltungen heraus entstanden Dissertationen von Karl Berger, Günter W. Remmling, Peter Christian Ludz, Marlies Krüger, Harald Kerber, René Ahlberg, Helmuth G. Bütow, Klaus Meschkat, Gerd Ritter und anderen. Ein anderer Themenbereich war der Nationalsozialismus und Faschismus, wo Jürgen Fijalkowskis Studie über Carl Schmitt, Peter Furths Analyse zur Sozialistischen Reichspartei und Theodor Strohms ideologiekritische Auseinandersetzung mit Friedrich Gogartens Theologie erfolgten.
1965 wurde Lieber zum Rektor der FU gewählt und blieb dies bis 1967. 1972 folgte er einem Ruf als Ordinarius für Philosophie an der Deutschen Sporthochschule Köln, deren Rektor er von 1974 bis 1982 war und deren Ehrendoktor er seit 1993 war. 1988 wurde er emeritiert.

## Ehrungen
- 1980: Verdienstkreuz 1. Klasse der Bundesrepublik Deutschland
- 1985: Großes Verdienstkreuz der Bundesrepublik Deutschland

## Schriften (Auswahl)
- Wissen und Gesellschaft. Die Probleme der Wissenssoziologie. Niemeyer, Tübingen 1952.
- Die Philosophie des Bolschewismus in den Grundzügen ihrer Entwicklung. Diesterweg, Frankfurt am Main 1957.
- als Hrsg.: Karl Marx, Werke – Schriften – Briefe. 7 Bände. 1960 ff.
- als Hrsg. mit Karl-Heinz Ruffmann: Der Sowjetkommunismus. 2 Bände. 1963–1964.
- Individuum und Kollektiv in der Sowjetideologie. 1964.
- Philosophie, Soziologie, Gesellschaft. Gesammelte Studien zum Ideologieproblem. De Gruyter, Berlin 1965.
- mit Erik Boettcher und Boris Meissner: Bilanz der Ära Chruschtschow. 1966.
- als Hrsg.: Kulturkritik und Lebensphilosophie. 1974
- als Hrsg.: Ideologienlehre und Wissenssoziologie. Die Diskussion um das Ideologieproblem in den zwanziger Jahren. Wissenschaftliche Buchgesellschaft, Darmstadt 1974, ISBN 3-534-03616-6.
- Kulturkritik und Lebensphilosophie. Studien zur deutschen Philosophie der Jahrhundertwende. Wissenschaftliche Buchgesellschaft, Darmstadt 1974, ISBN 3-534-07009-7.
- als Hrsg.: Ideologie – Wissenschaft – Gesellschaft. Neuere Beiträge zur Diskussion. Wissenschaftliche Buchgesellschaft, Darmstadt 1976, ISBN 3-534-05815-2 (falsch).
- Ideologie. Eine historisch-systematische Einführung. Schöningh, Paderborn 1985, ISBN 3-506-99232-5.
- als Hrsg. mit anderen: Marx-Lexikon. Zentrale Begriffe der politischen Philosophie von Karl Marx. Wissenschaftliche Buchgesellschaft, Darmstadt 1988, ISBN 3-534-05950-6.
- als Hrsg.: Blick zurück. Biographisches zur Hochschulpolitik in Deutschland 1945–1982; eine Dokumentation. Freie Universität, Berlin 1989, ISBN 3-927474-06-1.
- als Hrsg.: Politische Theorien von der Antike bis zur Gegenwart. Olzog, München 1991, ISBN 3-7892-8480-7.
- Autobiografische Bemerkungen zur Entwicklung der Soziologie im Nachkriegsdeutschland (1945–1965). In: Christian Fleck (Hrsg.): Wege zur Soziologie nach 1945. Autobiographische Notizen. Leske + Budrich, Opladen 1996, ISBN 3-8100-1660-8, S. 77–98.